# 헤모글로빈 측정기
헤모글로빈측정기(영어: hemoglobinometer)는 혈액 내 헤모글로빈 농도를 측정하는 데 사용되는 의료기기이다. 헤모글로빈계, 혈색소계(血色素計)라고도 한다. 헤모글로빈 농도를 분광광도계로 측정하여 작동할 수 있다. 휴대용 헤모글로빈 측정기는 특히 임상검사실을 이용할 수 없는 지역에서 혈액학적 변수를 쉽고 편리하게 측정할 수 있도록 해준다.

## 같이 보기
- 헤모글로빈